# Hanna (película)
Hanna es una película británica de acción y suspenso de 2011 dirigida por Joe Wright y protagonizada por Saoirse Ronan, Eric Bana y Cate Blanchett.

## Sinopsis
Hanna (Saoirse Ronan) es una joven de dieciséis años que vive con su padre, Erik Heller (Eric Bana), en las salvajes tierras del norte de Finlandia. Desde que tenía dos años, Hanna ha sido entrenada por su padre para llegar a ser una perfecta asesina.  Debido a lo lejos que estaban de la civilización, Hanna nunca ha conocido la cultura ni la tecnología moderna. En su lugar, le han explicado una serie de mentiras sobre su vida que le servirán de respaldo para usarlas «cuando llegue el momento». Además, tiene un amplio conocimiento enciclopédico y habla varios idiomas.
Una noche, Hanna le dice a su padre que ya está «lista», y él le da una caja que contiene un transmisor, el cual alertará al mundo exterior de la presencia de su hija. Con él, Hanna envía una señal con su localización a Marissa Wiegler (Cate Blanchett), una oficial de la CIA. Wiegler envía un equipo a la cabaña de Erik, en la que capturan a Hanna y la llevan a un centro de seguridad de la CIA. Allí, la joven descubre que Erik es un exagente de la CIA que traicionó a la agencia y que conoce un secreto no revelado. Wiegler ha sido designada para matar a Erik, pero Erik ha entrenado a Hanna para matarla a ella. La joven pide hablar con Wiegler, pero esta, al sospechar sobre las intenciones de Hanna, decide enviar a una doble (Michelle Dockery) en su lugar. Hanna, para asegurarse de que es la verdadera Wiegler, le pregunta dónde conoció a su padre y la doble le contesta gracias a que Wiegler le está dictando las respuestas por un auricular. Esto provoca el llanto desconsolado de Hanna, lo cual hace que los oficiales se sientan incomodados y envíen a varios agentes y a un doctor a la celda para sedarla. En ese momento, Hanna mata a la doble creyendo que es la verdadera Wiegler y huye del centro de seguridad, tras robar una prueba médica sobre su ADN.
Cuando consigue salir del edificio, Hanna se encuentra en medio del desierto. Durante la huida, conoce a Sebastian (Jason Flemyng) y a Raquel (Olivia Williams), una pareja bohemia de Reino Unido de vacaciones en caravana con su hija adolescente, Sophie (Jessica Barden), quien se hace muy amiga de Hanna, y del hijo menor, Miles (Aldo Maland). Una vez que Hanna se da cuenta de que está en Marruecos, se cuela en la caravana de la familia, ya que van hacia España, con el objetivo de llegar a Alemania. Durante estos días, Hanna descubre cosas ajenas por completo a su duro entrenamiento hasta entonces, como la música, el concepto de familia y las relaciones con otros jóvenes. De alguna manera, esto la humaniza y le muestra una alternativa a su vida. Mientras tanto, Wiegler contrata a un exagente llamado Isaacs (Tom Hollander) para capturar a Hanna antes de que se reúna con su padre en Alemania. Isaacs y sus hombres rodean a Hanna y a la familia, pero ella consigue escapar tras acabar con varios de sus perseguidores. Wiegler interroga a la familia y descubre que Hanna se dirige a Berlín.
Cuando llega a la dirección que su padre le dijo, Hanna se encuentra con Knepler (Martin Wuttke), un excéntrico y anciano mago, y se prepara para el encuentro con su padre. Para entonces, ella ha descubierto en Internet que sufre algún tipo de anomalía genética y que su padre oculta algo. En ese momento, Wiegler e Isaacs llegan a la casa del mago pero a Hanna le da tiempo a esconderse y escucha cómo Wiegler hace comentarios que sugieren que Erik no es su padre biológico. La joven escapa de allí y, al final, se encuentra con su padre en la casa de su abuela, a la que Wiegler había asesinado. Hanna entonces se entera de que Erik no es su padre, sino que era, en realidad, un reclutador para un programa en el que mujeres embarazadas eran convencidas, en clínicas de aborto, para que la CIA pudiera alterar el ADN de sus hijos, mejorando su fuerza, su resistencia y sus reflejos a la vez que suprimían emociones como el miedo o la vergüenza para crear un grupo de supersoldados. No obstante, el proyecto se canceló debido a razones desconocidas y todas las mujeres y sus hijos modificados genéticamente fueron asesinados. Erik intentó escapar con Hanna y su madre, Johanna Zadek (Vicky Krieps), pero Wiegler asesinó a Johanna y Erik consiguió escapar solo con la niña.
Si bien Erik no es su padre biológico, le explica a Hanna que la quiere como una hija y siempre la ha considerado como tal. Sin embargo ella, visiblemente afectada por la noticia, decide huir y entonces se produce un forcejeo entre ambos. Wiegler e Isaacs llegan a la casa de la abuela con intención de asesinar a Hanna y Erik, pero este los distrae para que la joven consiga escapar. En la lucha, Erik mata a Isaacs pero después es asesinado por Wiegler de un disparo. Entonces, la mujer vuelve a la casa del mago, donde encuentra a Hanna, quien acaba de descubrir que también han asesinado a Knepfler. Wiegler persigue a Hanna, quien tras la persecución le suplica el fin de la matanza. Wiegler le dice que solo quiere hablar pero Hanna comienza a alejarse. Molesta por este acto de desafío, Wiegler dispara a Hanna quien, a su vez, dispara a Wiegler con una flecha. Wiegler intenta huir y Hanna la persigue mientras Wiegler le dispara continuamente. La película termina cuando Wiegler cae por una rampa en la que pierde los zapatos y su arma, que después recoge Hanna y usa para disparar finalmente a Wiegler.

## Reparto
- Saoirse Ronan como Hanna.
- Cate Blanchett como Marissa.
- Eric Bana como Erik.
- Tom Hollander como Isaacs.
- Olivia Williams como Rachel.
- Jason Flemyng como Sebastian.